# 麻生駅 (岐阜県)
麻生駅（あそうえき）は、岐阜県揖斐郡大野町にあった名古屋鉄道揖斐線の駅である。駅名は地名に由来する。
黒野駅 - 中之元駅間に存在したが、駅間が短いこともあり休止、廃止された。

## 歴史
美濃電気軌道が黒野駅から揖斐方面に向けて路線を延伸した際に開業した。しかし開業から15年ほどで休止され、そのまま復活することなく廃止された。前後の駅より早い廃止であった。
- 1928年（昭和3年）12月20日 - 美濃電気軌道北方線の黒野駅 - 本揖斐駅間の開業により開設[3][4][5][6]。
- 1930年（昭和5年）8月20日 - 美濃電気軌道が名古屋鉄道（初代。同年中に名岐鉄道に改称し、1935年より名古屋鉄道に再改称）に合併。同社の揖斐線となる[4]。
- 1944年（昭和19年） - 休止[4][5][6]。
- 1969年（昭和44年）4月5日 - 廃駅[4][5][6]。

## 駅構造・周辺環境

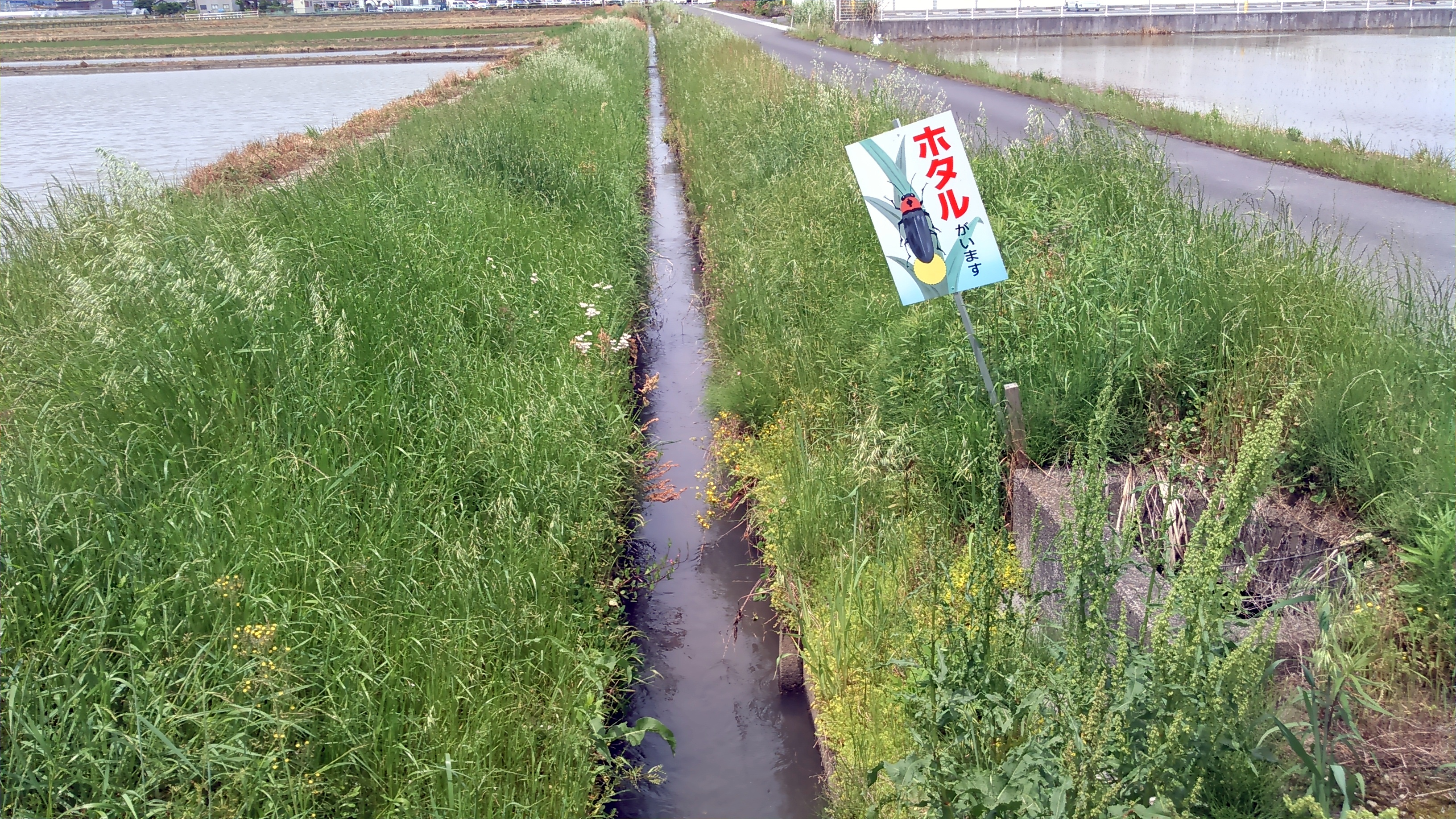
麻生駅跡付近のホタル生息掲示
（2017年5月）

- ホーム1面1線の停留場。開業時は待避線が存在したという[要出典]。

- 駅跡周辺にホタルの生息の掲示がある（写真参照）。
- 揖斐川町コミュニティバスの「平和堂前バス停」が近隣にある[7]。

## 隣の駅
名古屋鉄道
揖斐線
黒野駅 - 麻生駅 - 中之元駅